# Abnahme von Wandmalerei

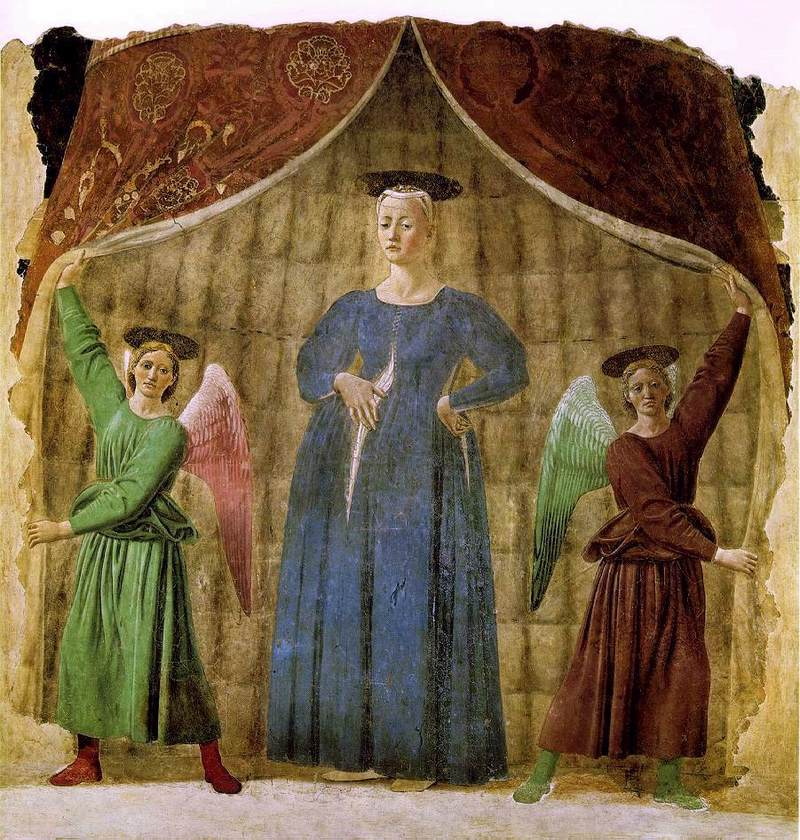
Piero della Francesca: Madonna del Parto. Abgelöstes Fresko aus Monterchi, San Sepolcro

Die Abnahme oder Ablösung von Wandmalereien ist eine Restaurierungstechnik, bei der eine Wandmalerei aus ihrem architektonischen Kontext ausgebaut wird, um sie bei Gefährdungen oder Beschädigungen in situ durch die Übertragung auf einen neuen Bildträger zu sichern und zu erhalten. Allerdings handelt es sich dabei immer um einen schweren Eingriff, der mit mehr oder weniger Substanzverlust verbunden ist und zu dem man sich als ultima ratio nur entschließen sollte, wenn keine andere Möglichkeit besteht.

## Techniken
Für die Abnahme von Wandmalereien sind drei unterschiedliche Techniken bekannt. Diese unterscheiden sich danach, wie viel Material vom Bildträger mit abgenommen wird. Bei Sicherung von Fresken werden in der Regel die Methode des Stacco (it. ‚Abtrennung‘) oder die des Strappo (it. ‚Abreißen‘) angewendet.

### Stacco
Beim Verfahren des Stacco, nach dem verwendeten Baumwollstoff auch Calicot genannt, werden die Farbpigmente zusammen mit dem Putz von der Wand abgelöst. Üblicherweise wird ein Leim aus tierischem Grundstoff auf der Bildoberfläche aufgetragen. Auf den Leim werden zwei Lagen von Stoff, Kaliko und Leinwand, aufgelegt und nach vollständiger Trocknung von der Wand abgezogen. Das Fresko wird bei diesem Vorgang mit abgelöst. Bei der anschließenden Bearbeitung im Labor werden restliche Putzspuren entfernt und ein weiterer textiler Stoff auf der gereinigten Rückseite aufgetragen. Schließlich wird der Stoff auf der Vorderseite vorsichtig entfernt. Das Fresko kann jetzt auf einen neuen Bildträger aus Leinwand oder Holz aufgezogen werden.

### Stacco a massello
Bei diesem Verfahren wird die Wandmalerei mit Putz und Bereichen des Trägers (Mauerwerk) abgenommen. Nachdem zum Schutz der Oberfläche der Malerei eine oder mehrere Schichten von Stoff aufgeklebt wurden, wird vor der Malerei ein starrer Träger, z. B. aus Holz, aufgebaut. Anschließend wird das umliegende Mauerwerk reduziert, um eine Bewegung des Mauerwerkblockes (it. massello) zu ermöglichen.

### Strappo
Dieses Verfahren wird angewendet, wenn der Putz, auf dem das Fresko aufgetragen ist, schlecht erhalten oder verdorben ist. Beim Strappo-Verfahren, bei dem nur die Schicht mit den Pigmenten und einem sehr geringen Putzanteil abgelöst wird, wird ein stärkerer Leim aufgebracht als bei der schonenden Stacco-Technik, während die folgenden Arbeitsschritte bei der Konservierung die gleichen sind. Allerdings bleibt bei manchen Fresken ein schwacher Farbfilm auf dem Putz. Diese verbleibenden Farbspuren werden oft bei einem zweiten, identischen Arbeitsgang ebenfalls abgelöst.